# مخالب الياسمين
مخالب الياسمين مسلسل دراما تاريخي سوري أُنتج عام 2003 من تأليف خيري الذهبي وإخراج يوسف رزق، سبقه جزء أول بعنوان وردة لخريف العمر.

## قصة المسلسل
تدور أحداث المسلسل في زمن الإقطاع في الخمسينات من القرن الماضي، حيث يُظهر صراع المصالح حول امتلاك الاراضي والسعي وراء السلطة والثروة، دون مراعة لحياة الناس ومشاعرهم، وذلك من خلال عرض حياة عائلة إرسلان التي تعاني من بطش وظلم الإقطاعي مرهج البيطار.

## بطولة
- منى واصف
- أسعد فضة
- سامر المصري
- نادين الخوري
- كاريس بشار
- سليم كلاس
- روعة ياسين
- مرح جبر
- أمانة والي
- فراس إبراهيم
- عبدالحكيم قطيفان
- فادية خطاب
- عصام عبه جي
- بسام لطفي
- حسن دكاك
- حسام تحسين بك
- أندريه سكاف
- ليلى سمور
- أنطوانيت نجيب
- نجاح حفيظ